# Hamburg-Rönneburg
Rönneburg ist ein Hamburger Stadtteil im Bezirk Harburg.

## Geographie

### Geographische Lage
Rönneburg liegt am südlichen Stadtrand von Hamburg.

### Nachbargemeinden
An Rönneburg grenzende Hamburger Stadtteile sind Gut Moor im Nordosten, Wilstorf und Harburg im Nordwesten, Langenbek im Westen und Sinstorf im Südwesten. Im Süden und im Osten grenzt Rönneburg an die Gemeinde Seevetal im niedersächsischen Landkreis Harburg.

## Geschichte

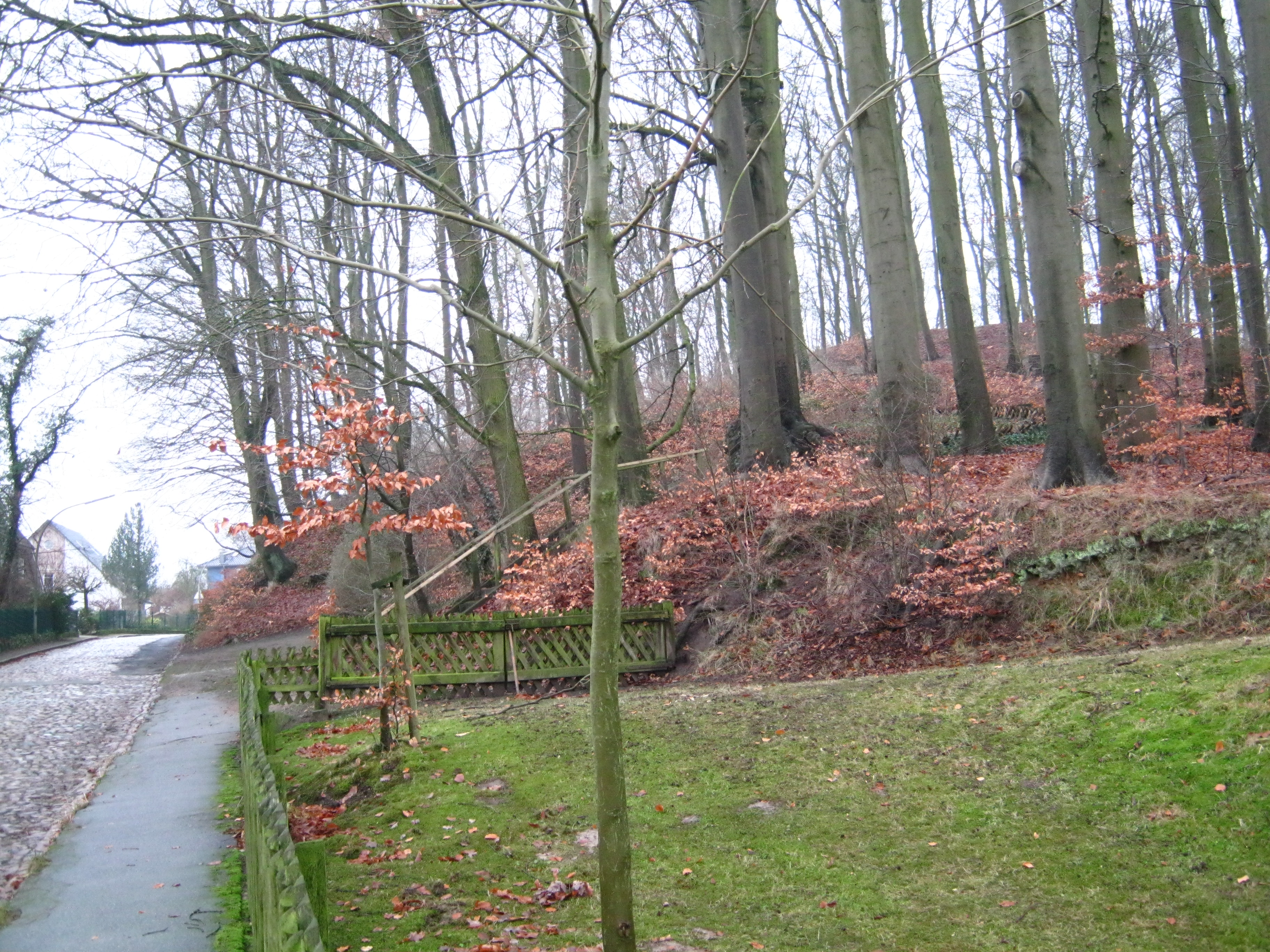
Burgberg

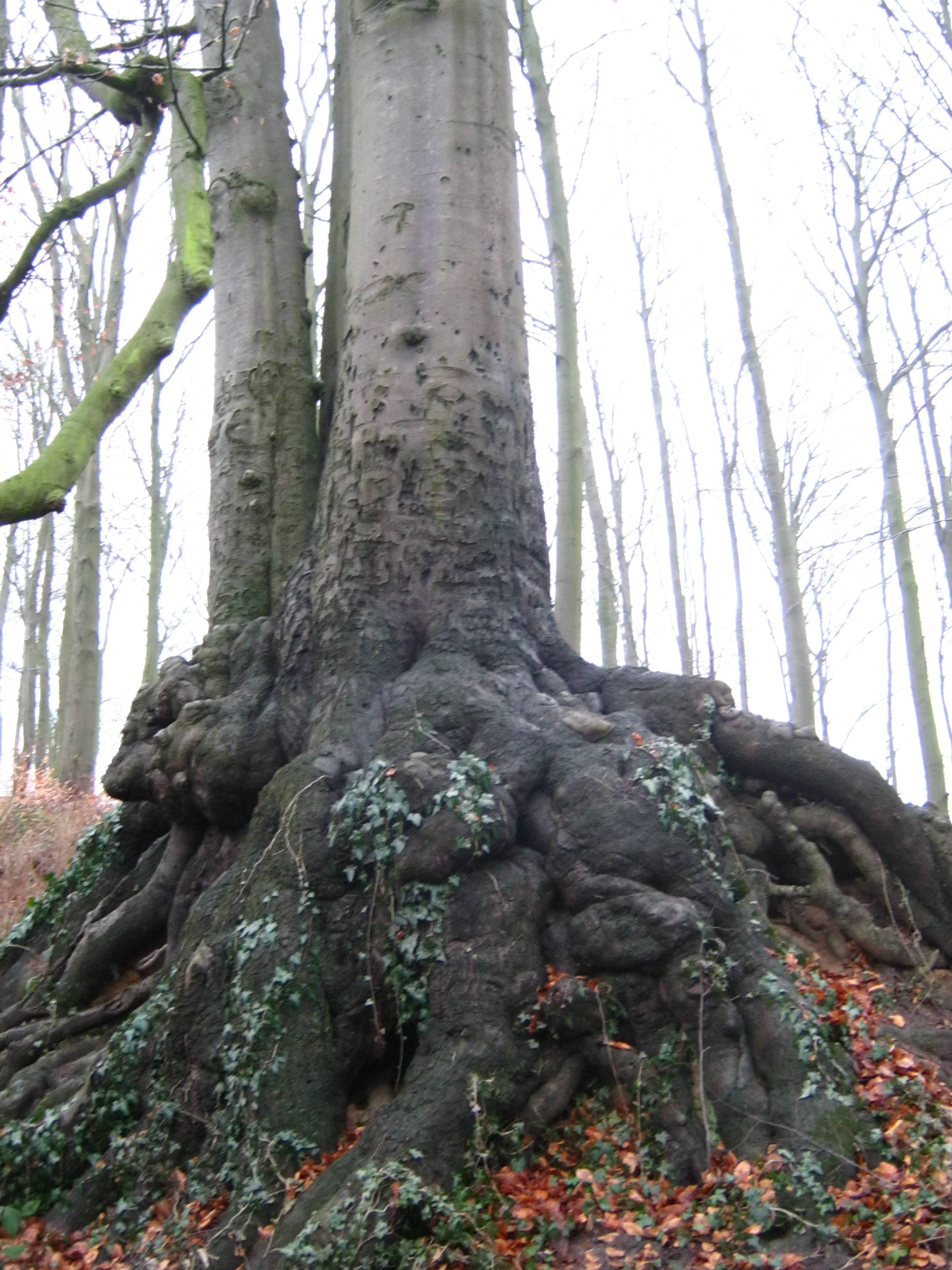
Wurzeln einer Buche am Burgberg

Die Burg Runneborge wurde erstmals 1233 urkundlich erwähnt. Der Name stammt von einem kleinen Bach am Fuß der Burg, genannt Rönne, mit der Bedeutung Rinnsal. Die Rönneburg diente der Kontrolle der Elbmarsch. Der Burgberg ist noch heute inmitten des Ortes erkennbar. 1937 wurden das preußische Rönneburg ebenso wie die Stadt Harburg-Wilhelmsburg und einige andere Orte des Landkreises durch das Groß-Hamburg-Gesetz Teil Hamburgs.

## Statistik
(Quelle: )
- Anteil der unter 18-Jährigen: 19,5 % [Hamburger Durchschnitt: 16,8 % (2023)]
- Anteil der über 64-Jährigen: 18,3 % [Hamburger Durchschnitt: 17,8 % (2023)]
- Ausländeranteil: 22,6 % [Hamburger Durchschnitt: 20,7 % (2023)]
- Arbeitslosenquote: 6,2 % [Hamburger Durchschnitt: 6,2 % (2023)]

Das durchschnittliche Einkommen je Steuerpflichtigen beträgt in Rönneburg 45.948 Euro jährlich (2020), der Hamburger Gesamtdurchschnitt liegt bei 48.035 Euro.

## Politik
Die Bürgerschaftswahl 2020 für die Wahl zur Hamburgischen Bürgerschaft, bei der Rönneburg zum Wahlkreis Harburg gehört, brachte im Stadtteil folgendes Ergebnis:
| Bürgerschaftswahl | SPD    | Grüne 1) | CDU    | AfD    | Linke  | FDP    | Übrige |
| ----------------- | ------ | -------- | ------ | ------ | ------ | ------ | ------ |
| 2020              | 40,2 % | 17,9 %   | 12,9 % | 10,4 % | 07,3 % | 04,6 % | 06,7 % |
| 2015              | 49,5 % | 07,7 %   | 18,5 % | 09,3 % | 04,1 % | 05,2 % | 05,7 % |
| 2011              | 53,7 % | 07,0 %   | 24,0 % | –      | 04,2 % | 05,6 % | 05,5 % |
| 2008              | 33,3 % | 07,6 %   | 46,4 % | –      | 07,2 % | 02,5 % | 03,1 % |
| 2004              | 29,0 % | 08,0 %   | 52,4 % | –      | –      | 02,0 % | 08,6 % |

Für die Bundestagswahl gehört Rönneburg zum Wahlkreis Hamburg-Bergedorf – Harburg. Bei den Bezirksversammlungswahlen gehört der Stadtteil zum Wahlkreis Rönneburg, Langenbek, Sinstorf, Marmstorf.

## Sport
Der ehemalige Verein SV Rönneburg fusionierte im Jahr 2013 mit der FSV Harburg 1893 zur FSV Hamburg-Rönneburg mit Spielstätten in Wilstorf und Rönneburg.

## Wirtschaft und Infrastruktur

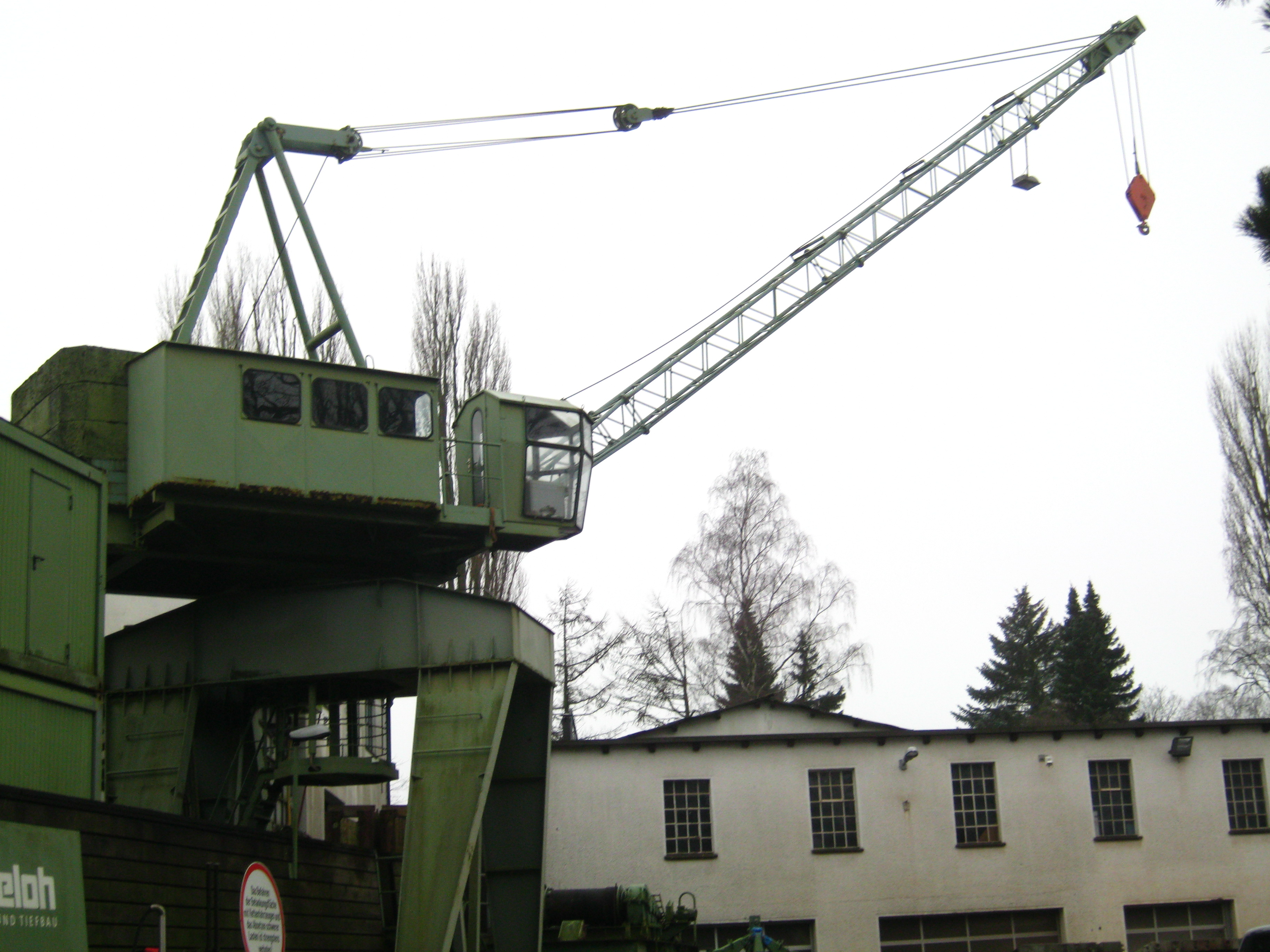
Schwerlastkran Fa. Weseloh

### Öffentliche Einrichtungen
Im Ort befindet sich die Freiwillige Feuerwehr Rönneburg. 	
Das Deutsche Rote Kreuz betreibt in der Vogteistraße die Kindertagesstätte Villa Kunterbunt.

### Verkehr
Hauptdurchgangsstraße ist die Vogteistraße, die von Harburg nach Meckelfeld führt. Östlich des Geestrandes verlaufen die Bahnstrecken Hamburg-Bremen und Hamburg-Hannover, die hier vereinigt sind, jedoch keinen Haltepunkt haben.
Von etwa 1930 bis 1971 war Rönneburg Endstation einer Straßenbahnlinie aus der Hamburger und Harburger Innenstadt. Die Haltestelle befand sich am Ortsrand in der Radickestraße. Von 1961 bis 1977 verkehrte eine Bahnbus-Linie (147) von Harburg über Rönneburg und Meckelfeld nach Glüsingen bzw. zur Waldquelle. Nach Stilllegung der Straßenbahn wurde eine HHA-Busverbindung nach Rönneburg eingerichtet, zunächst die 156 (Wilhelmsburg – Rönneburg), die 1983 durch die 141 (Neugraben – Rönneburg) ersetzt wurde. 1994/95 erfolgte die Verlängerung nach Meckelfeld. Der Nordosten Rönneburgs wird durch die Linie 241 (Bostelbek – Rönneburg) bedient.
Nachts besteht keine direkte Anbindung; man kann jedoch die Langenbeker Haltestelle Einhausring (143/643) benutzen.

### Bildung
Es gibt die Grundschule Rönneburg.

### Söhne und Töchter der Stadt
- Elisabeth Ostermeier (1913–2002), Politikerin
- Hanne Darboven (1941–2009), Konzeptkünstlerin